# Эффект чёрной капли

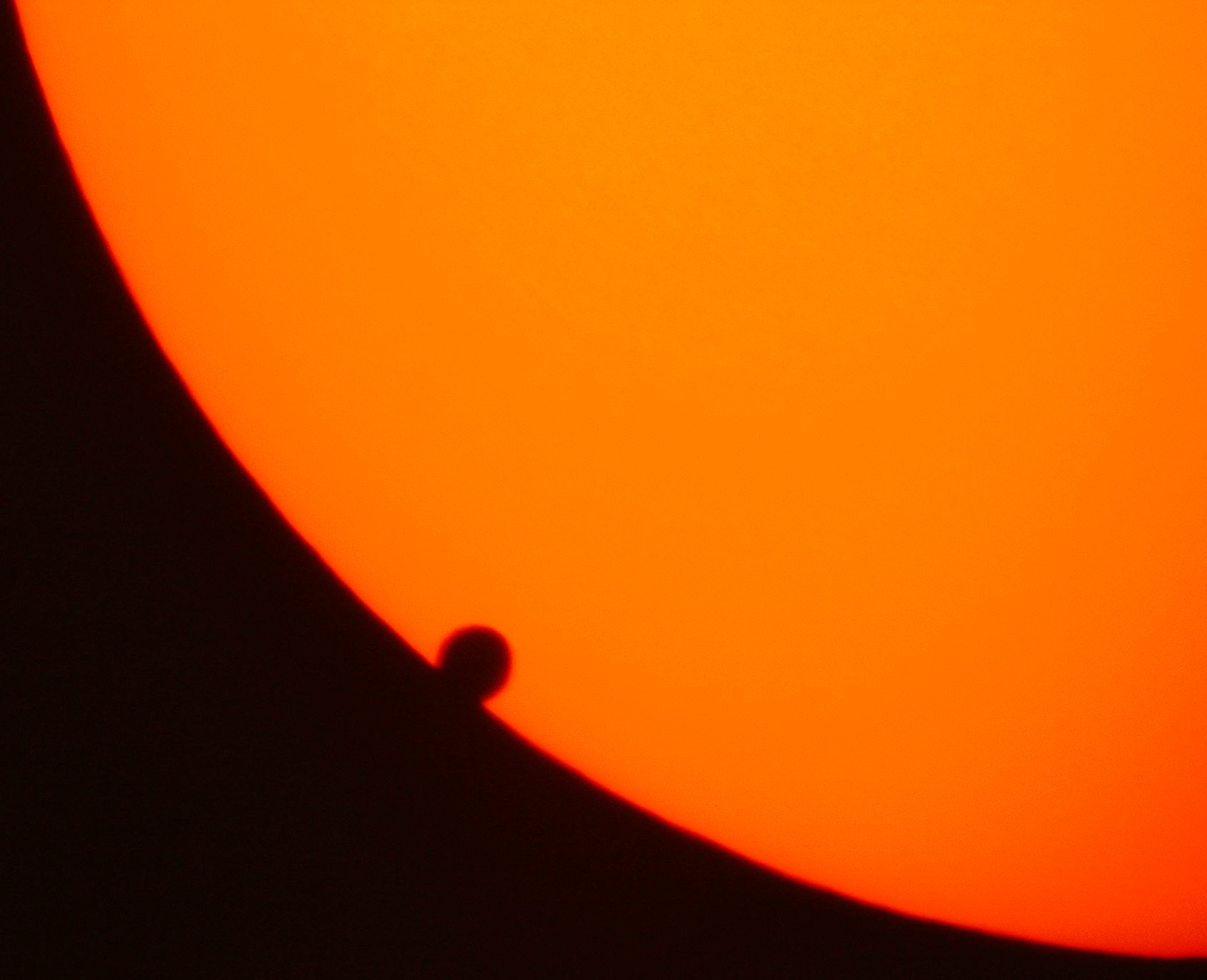
Прохождение Венеры по диску Солнца 8 июня 2004 года. Здесь эффект чёрной капли наблюдается.

Эффект чёрной капли (англ. Black drop effect) — оптическое явление, наблюдаемое в течение прохождения Венеры и, в меньшей степени, Меркурия, по диску Солнца.

## Описание
Сразу после второго контакта, как и непосредственно перед третьим контактом, в течение прохождения кажется, что диск Венеры (Меркурия) и лимб Солнца соединяет маленькая чёрная капля, вследствие чего сложно точно установить момент второго или третьего контакта. Это приводило в XVIII к неудачам при попытках оценить точное значение астрономической единицы по данным о прохождениях Венеры.
Долгое время считалось, что эффект чёрной капли возникает из-за толстой атмосферы Венеры, при этом наличие эффекта рассматривалось как подтверждение существования атмосферы. В настоящее время считается, что эффект является следствием сочетания сильного потемнения диска Солнца к краю и собственного несовершенства органов зрения.
Наблюдения Меркурия при прохождении в мае 1832 года с помощью различных инструментов позволили Фридриху Бесселю и Фридиху Аргеландеру отметить эффект чёрной капли (сам термин ещё не был придуман) на том инструменте, у которого разрешение было меньше. При более точных измерениях эффект чёрной капли наблюдался вне земной атмосферы в 1999 и 2003 годах при прохождениях Меркурия по диску Солнца, несмотря на отсутствие у Меркурия атмосферы.
8 июня 2004 года при прохождении Венеры по диску Солнца многие наблюдатели отмечали, что они не увидели эффекта чёрной капли или, по крайней мере, он был слабее выражен, чем указывали наблюдатели в прошлые прохождения. Возможно, это связано с изменениями в технике наблюдений: телескопы стали крупнее, оптические системы — лучше, также стали учитывать потемнение диска Солнца к краю.

## Изображения

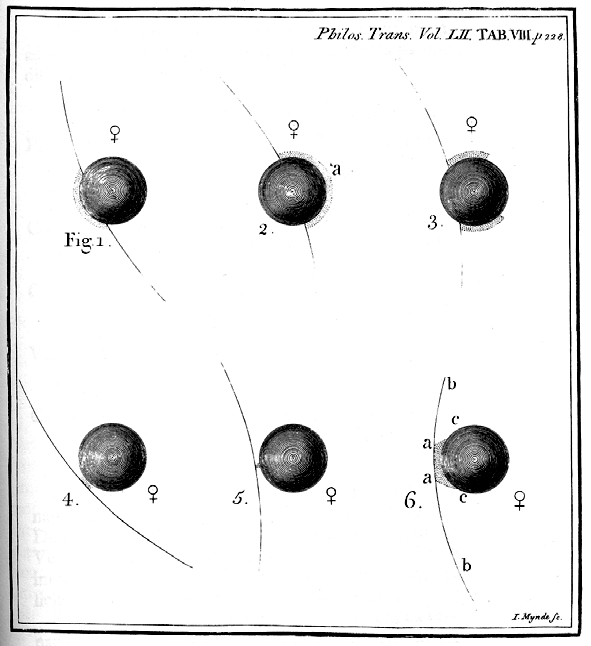
Эффект чёрной капли, изображённый Торберном Бергманом в 1761 году.
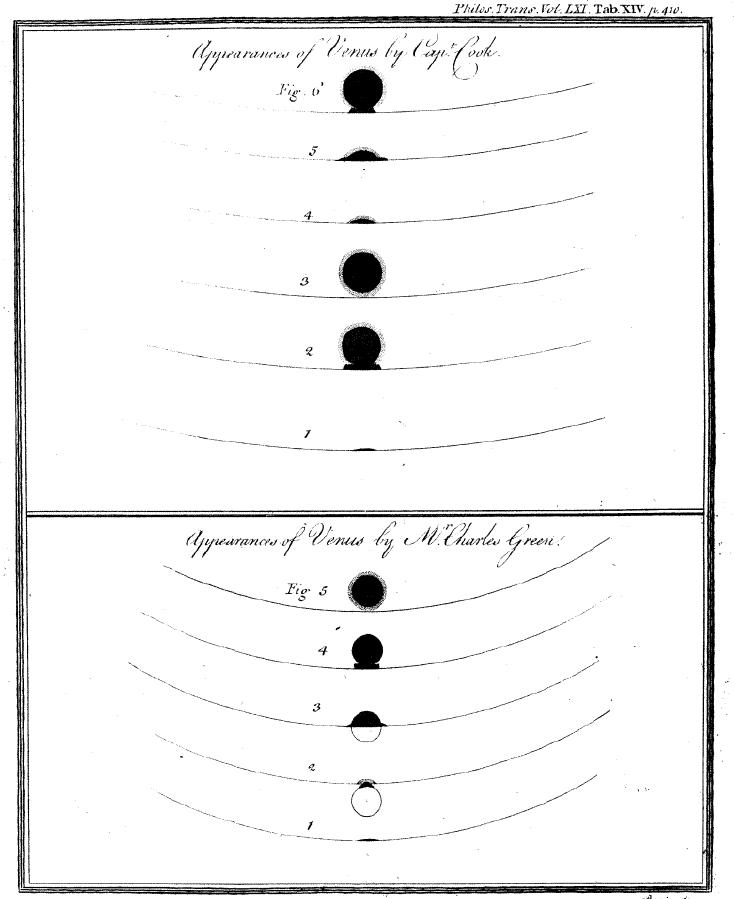
Эффект чёрной капли, зарисованный Джеймсом Куком и Чарльзом Грином в 1771 году.
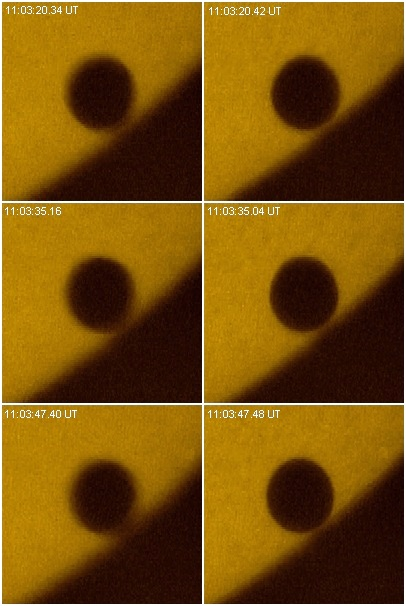
Эффект чёрной капли при наблюдениях 2004 года в моменты плохой (слева) и хорошей видимости (справа).